# 聖痕を受ける聖フランチェスコ (ジェンティーレ・ダ・ファブリアーノ)

ジェンティーレ・ダ・ファブリアーノ『聖母戴冠』 (1420年頃)、J・ポール・ゲッティ美術館

『聖痕を受ける聖フランチェスコ』（せいこんをうけるせいフランチェスコ、伊: Stimmate di san Francesco）は、イタリアの国際ゴシック様式の画家、ジェンティーレ・ダ・ファブリアーノが1410年頃に制作した絵画である。板上に油彩とテンペラを用いて描かれてい。現在、イタリアのパルマ県にあるマニャーニ・ロッカ財団に所蔵されている。行列用のの旗の裏側の装飾であり、表側の『聖母戴冠』は現在ロサンゼルスのJ・ポール・ゲッティ美術館に所蔵されている。
旗は、ジェンティーレの出身地であるファブリアーノのサン・フランチェスコ修道院を拠点とする同胞団のために描かれた。画家は、フィレンツェに移る前の1420年春にブレシアから数か月間ファブリアーノに戻っていた。 ジェンティーレの妻の兄弟であるエジディオの従弟であったアンブロ―ジョ・デ・ビゾキスが、おそらく画家と同胞団の間の仲介者であった。